# Русь (газета, 1903)
«Русь» — либеральная русская газета кадетского толка, издававшаяся А. А. Сувориным в Санкт-Петербурге с перерывами в 1903—1908 годах.
Редактор-издатель А. А. Суворин (1903—1905). Затем редактором был М. М. Крамалей (1906—1908), а также С. А. Изнар (1908).
Имела приложения: «Сельскохозяйственный листок», «Иллюстрированная хроника русско-японской войны», «Русь. Иллюстрированное приложение».
В 1907—1908 годах при газете издавался юмористический журнал «Серый волк».